# Piszcziw
Piszcziw (ukr. Піщів) – wieś na Ukrainie, w obwodzie żytomierskim, w rejonie nowogrodzkim. W 2001 roku liczyła 799 mieszkańców.